# Argentinien, 1985 – Nie wieder
Argentinien, 1985 – Nie wieder (Originaltitel Argentina, 1985) ist ein Spielfilm von Santiago Mitre aus dem Jahr 2022. Im Mittelpunkt des Politthrillers steht die Geschichte der argentinischen Staatsanwälte Julio Strassera und Luis Moreno Ocampo, die 1985 für die Ermittlungen und die Anklage gegen die Verantwortlichen der blutigen Militärdiktatur ihres Heimatlandes verantwortlich waren. Die Hauptrollen übernahmen Ricardo Darín und Peter Lanzani. Es handelt sich um die erste argentinische Eigenproduktion („Amazon Original“) der US-amerikanischen Filmgesellschaft Amazon Studios.
Die argentinisch-amerikanische Koproduktion wurde am 3. September 2022 bei den Internationalen Filmfestspielen von Venedig uraufgeführt. Ende desselben Monats lief der Film regulär in den argentinischen Kinos an und kurze Zeit später stand er für Abonnenten über den Streaming-Dienst Prime Video zur Verfügung.

## Handlung
Argentinien im Jahr 1985: Julio Strassera und sein Assistent Luis Moreno Ocampo bauen ein junges Anwaltsteam auf, um den ersten Prozess gegen die Generäle der argentinischen Militärdiktatur vorzubereiten. Fünf Monate haben sie Zeit, um dem Gericht unbestreitbare Beweise für die Verbrechen von neun angeklagten Befehlshabern der Junta vorzulegen. Der vorsitzende Richter drängt auf ein „faires“ Urteil, das die Militärdiktatur ihren Opfern vorenthielt. In der Folge werden in die Untersuchungen verwickelte Personen ermordet. Die hoffnungsvollen Juristen stehen unter einer ständigen Bedrohung. Strassera ignoriert die potentielle Gefahr. In einem Wettlauf gegen die Zeit und allen Widrigkeiten zum Trotz gelingt es den Anwälten, den Opfern der Militärjunta zumindest teilweise Gerechtigkeit widerfahren zu lassen.
Auf ihrem Weg dorthin müssen sich Strassera und Moreno Ocampo auch privaten Problemen stellen. Strassera war in Zeiten der Diktatur zur Untätigkeit verdammt und hat geschwiegen. Er traut der neuen Demokratie nicht recht. Er muss erst durch seine Kinder, Ehefrau und die jungen unbelasteten Rechtsanwälte, die er für den Prozess engagiert, motiviert werden. Auch spioniert Strassera das Liebesleben seiner Tochter aus. Moreno Ocampo wird mit dem zutiefst konservativen Weltbild seiner Mutter konfrontiert, die instinktiv an die Unschuld der Junta glaubte.

## Entstehungsgeschichte

### Geschichtlicher Hintergrund
Argentinien, 1985 ist der siebte Spielfilm des argentinischen Regisseurs Santiago Mitre, der gemeinsam mit seinem langjährigen Autorenkollegen Mariano Llinás auch das Drehbuch verfasste. Als Thema nahmen sich beide des 1985 abgehaltenen Prozesses gegen die Angehörigen der argentinischen Militärjunten (1976–1983) an. Im Laufe des international bekannten Gerichtsverfahrens, in dem die Anwälte Julio Strassera und Luis Moreno Ocampo als Ankläger gegen die Hauptverantwortlichen des „schmutzigen Kriegs“ juristisch vorgingen, wurden mehr als 800 Zeugen geladen und 280 Fälle erörtert. Der De-facto-Militärregierung wurde Entführung, Folterung und Ermordung von 15.000 bis 30.000 Dissidenten (Desaparecidos, dt.: „die Verschwundenen“) vorgeworfen. Das Urteil wurde am 9. Dezember 1985 verkündet. Jorge Videla und Emilio Massera, beide Mitglieder der ersten Militärjunta, erhielten als Hauptverantwortliche lebenslänglich, die Mitglieder der zweiten Junta langjährige Gefängnisstrafen. Die dritte (unter Leopoldo Galtieri) und vierte Junta (unter Reynaldo Bignone, im Prozess 1985 nicht angeklagt) gingen straffrei aus. Es gilt als größtes Strafverfolgungsverfahren für Kriegsverbrechen seit den Nürnberger Prozessen gegen führende Repräsentanten des Deutschen Reichs zur Zeit des Nationalsozialismus nach dem Zweiten Weltkrieg. Der von Strassera in seinem Schlussplädoyer verwendete Ausdruck „nunca más“ (dt.: „nie wieder“) wurde in der Folge zum geflügelten Wort.

### Drehbuchentwicklung und Produktion
Mitre haderte damit, dass viele Menschen sich heutzutage nicht an den Prozess erinnerten. Auch bemerkte er die Verbreitung reaktionären und rechten Gedankenguts in der Welt. Deshalb wollte er seinen Film der heutigen Jugend widmen. Auch hatte Mitre eine persönliche Verbindung zur Geschichte seines Films. Seine Mutter arbeitete früh im Justizbereich und kannte Strassera persönlich. Sie habe Mitre viel über „den verrückten Strassera“ erzählt und wusste gleichzeitig über seine komplexe Rolle Bescheid, die er während des Junta-Prozesses spielte. Mitre stellte eigenen Angaben zufolge die Menschen sowie die Familie als Thema in den Mittelpunkt von Argentinien, 1985 und begann mit dem 2015 verstorbenen Strassera. Er habe eine seltsame Art von Humor gehabt, was das Schreiben des Drehbuchs durchdrungen habe. Zur Vorbereitung habe er auch Gespräche mit Strasseras Sohn und Bekannten von ihm geführt. Alle Familienmitglieder hätten über einen ausgeprägten Familiensinn verfügt und Strassera während des Prozesses unterstützt. Bei der Uraufführung hatte Mitre nicht erwartet, dass im Kino so viel gelacht werde. „Das war eine schöne Überraschung. Es ist nicht so, dass dieser Film eine Komödie ist, aber ich denke, die Zuschauer brauchen diese humorvollen Fluchten, um dies zu kompensieren, und Humor ist auch ein Schutz, wenn man sehr starke Dinge durchlebt“, so der Filmemacher. Dem gegenüber stehen die Worte der Überlebenden, Angehörigen von Opfern oder Verstorbene im Zusammenhang mit der Militärdiktatur. Die Original-Zeugenaussagen des Prozesses waren laut Mitre so stark, dass diese nicht zusätzlich überarbeitet werden mussten. Diese Transkripte wurden direkt von den Schauspielern interpretiert.

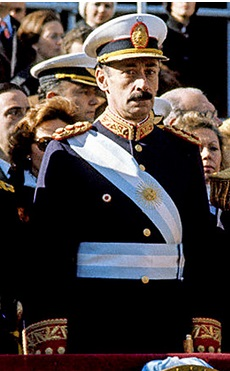
General Videla (1978)

Im Gegensatz zu Strassera stammte Luis Moreno Ocampo aus einer konservativen Familie, die Verbindungen mit der Diktatur hatte. Dennoch habe sie über ein bürgerliches Gewissen verfügt und gewusst, was für das Land notwendig war. Moreno Ocampo erzählte Mitre eine Anekdote über dessen geliebte Mutter. Sie hätte zu einer Veränderung seiner Denkweise infolge des Prozesses geführt. Dieser wichtige Moment wurde in Argentinien, 1985 als Metapher für die Auswirkungen verwendet, die der Prozess auf die Gesellschaft und die Familien wie die seine hatten. Der frühere Diktator Jorge Videla lehnte indessen den Prozess gegen ihn vollständig ab. Er erkannte die Legitimität der neuen argentinischen Demokratie nicht an, verzichtete während des Prozesses auf eine Verteidigung. Während der gesamten Anklage soll er nicht von der Bibel aufgeblickt haben. „Er verachtete Institutionen, deshalb konnte er sich nicht vorstellen, strafrechtlich verfolgt zu werden. Glücklicherweise starb Videla im Gefängnis“, so Mitre.
Bei Mitres Regiearbeit handelt es sich um die erste argentinische Eigenproduktion („Amazon Original“) der US-amerikanischen Produktionsgesellschaft Amazon Studios. Diese produzierte den Film gemeinsam mit den Unternehmen La Unión de los Ríos, Kenya Films und Infinity Hill. Für die Hauptrollen wurden Ricardo Darín als Julio Strassera und Peter Lanzani als Luis Moreno Ocampo verpflichtet. Darín und sein Sohn Chino stehen als Produzenten hinter Kenya Films. Die Dreharbeiten fanden ab August 2021 an Originalschauplätzen des Prozesses in Argentinien statt.

## Rezeption

### Veröffentlichung
Die Premiere von Argentinien, 1985 erfolgte am 3. September 2022 beim Filmfestival von Venedig. Dort soll das Werk nach seiner Aufführung einen fast zehnminütigen Applaus erhalten haben. Weitere Einladungen erfolgten in die Programme der Filmfestivals von San Sebastián (Mitte September) und London (Oktober).
Ein regulärer Kinostart in Argentinien erfolgte am 29. September 2022. Den Kinobetreibern wurde dort allerdings nur ein Zeitraum von drei Wochen zur exklusiven Filmvorführung eingeräumt, bevor der Film am 21. Oktober für Abonnenten über den Streaming-Dienst Prime Video von Amazon zur Verfügung gestellt wurde. Aufgrund dessen verweigerten die vier größten Kinobetreiber in Argentinien es, den Film vorzuführen.

### Kritiken
Von den bei Rotten Tomatoes nach der Premiere aufgeführten etwas mehr als ein halbes Dutzend Kritiken sind 88 Prozent positiv („fresh“). Auf der Website Metacritic erhielt Argentinien, 1985 80 Prozent an Zustimmung, basierend auf etwas weniger ausgewerteten englischsprachigen Kritiken. Dies entspricht einer allgemein positiven Bewertung („generally favorable reviews“). Unter allen 23 gezeigten Wettbewerbsbeiträgen in Venedig belegte Mitres Regiearbeit im internationalen Kritikenspiegel der italienischen Zeitschrift Venezia News den sechsten Platz (3,45 von 5 Sternen). Angeführt wurde die Rangliste vom iranischen Beitrag No Bears (4,14).
Peter Bradshaw (The Guardian) sah einen „mitreißenden“ Gerichtsfilm, getragen „voller hollywoodreifer Emotionen“, „großartigem Flair“ und „aufrichtigem Engagement“. Er pries Ricardo Darín in der Hauptrolle von Julio Strassera, die „witzig, ironisch, verhärmt, aber idealistisch“ angelegt sei. Strasseras Stellvertreter Luis Moreno Ocampo werde „attraktiv und sympathisch“ von Peter Lanzani dargestellt. „Viel Schwung“ verleihe dem Film das Team junger Anwälte, das Strassera für die Ermittlungen engagiert. Argentinien, 1985 sei „ein direkter, muskulöser und starker Film“, so Bradshaw.
Tobias Kniebe (Süddeutsche Zeitung) zog Vergleiche zu Sergei Loznitsas ebenfalls in Venedig aufgeführtem Dokumentarfilm The Kiev Trial. Der Film gebe „vor allem den Opfern und Überlebenden eine Stimme […], die endlich Gelegenheit“ bekämen, „ihre Geschichten des Grauens zu erzählen und Gerechtigkeit einzufordern“. Ein „großer und genialer Trick“ Mitres sei es, den „am Anfang überhaupt nicht wie eine Heldenfigur“ wirkenden Strassera als Protagonisten auszuwählen. Wie der Strafverfolger in seine Rolle hineinwachse, um den wichtigsten Prozess in der Geschichte Argentinien zu führen, wäre „einer dieser unwahrscheinlichen Triumphe, für die das Kino wie geschaffen“ sei, so Kniebe.
Thomas Schultze (Blickpunkt: Film) pries den Film als Entdeckung, die bis dahin den herzlichsten Applaus bei den Pressevorführungen erhalten hätte. Es handle sich um ein „Feelgood-Movie nach einer wahren Geschichte, das vom aufrechten Kampf eines Davids gegen einen vermeintlich übermächtigen Goliath“ erzähle. Zwar hätte Mitre seinen Film „sehr konventionell“ inszeniert, er wisse aber dafür genau, „wie man alle Knöpfe richtig“ drücke. „Der Film hat Tempo und Witz, geschliffene Dialoge und gewinnende Figuren; er ist nie mühseliges Gerichtssaaldrama, sondern ein klug konstruierter Thriller, der weiß, wie man effektreich erzählt“, so Schultze. Hauptdarsteller Ricardo Darín sei „großartig“ und seine Figur wachse bei seinem abschließenden Plädoyer in einem „Gary-Cooper/Jimmy-Stewart-Moment“ über sich hinaus.
Die sechsköpfige, international besetzte FIPRESCI-Jury in Venedig, die dem Werk später ihren Preis zukommen ließ, lobte in ihrer offiziellen Begründung Argentinien, 1985 trotz seines ernsten Themas als „einen bemerkenswert scharfsinnigen, nachdenklichen und oft amüsanten Film“. Der Regisseur kombiniere „Komödie und Drama, um ein wertvolles Gleichgewicht in der Erzählung um das junge Anwaltsteams zu finden, das damit beauftragt ist, die Brutalitäten der Diktatur aufzudecken“.
Die mexikanische CE Noticias Financieras kritisierte, dass der Film die Diktatur Argentiniens „in ein Klischee“ verwandle. Das Werk wirke „formelhaft und vorhersehbar“ für Zuschauer, die mit ähnlichen Filmen wie Spotlight, Eine Frage der Ehre oder The Trial of the Chicago 7 nur ein wenig vertraut seien.

### Auszeichnungen
Argentinien, 1985 wurde in der Filmpreissaison 2022/23 für mehr als 30 internationale Film- bzw. Festivalpreise nominiert, von denen das Werk zehn gewinnen konnte. Als offizieller Kandidat Argentiniens wurde die Produktion als einer von fünf Filmen für den besten internationalen Film bei der Oscarverleihung 2023 nominiert, war letztendlich bei der Preisverleihung jedoch dem deutschen Vertreter Im Westen nichts Neues unterlegen.
| Filmpreis (Auswahl)                                  | Kategorie                                                      | Resultat  | Preisträger/ Nominierte |
| ---------------------------------------------------- | -------------------------------------------------------------- | --------- | ----------------------- |
| British Academy Film Awards 2023                     | Bester nicht-englischsprachiger Film                           | Nominiert | Santiago Mitre          |
| Critics’ Choice Movie Awards 2023                    | Bester fremdsprachiger Film                                    | Nominiert | k. A.                   |
| Círculo de Escritores Cinematográficos 2023          | Bester ausländischer Film                                      | Nominiert | Santiago Mitre          |
| Golden Globe Awards 2023                             | Bester fremdsprachiger Film                                    | Gewonnen  | Argentinien             |
| Golden Reel Awards 2023                              | Bester Tonschnitt – Fremdsprachiger Film                       | Nominiert | Santiago Fumagalli      |
| Goya                                                 | Bester iberoamerikanischer Film                                | Gewonnen  | Argentinien             |
| London Film Festival 2022                            | Bester Film                                                    | Nominiert | Santiago Mitre          |
| National Board of Review Awards 2022                 | Top Fünf – Internationaler Film                                | Gewonnen  | k. A.                   |
| National Board of Review Awards 2022                 | Preis für Meinungsfreiheit                                     | Gewonnen  | k. A.                   |
| Oscarverleihung 2023                                 | Bester internationaler Film                                    | Nominiert | k. A.                   |
| Festival Internacional de Cine de San Sebastián 2022 | Publikumspreis – Bester Film                                   | Gewonnen  | Argentinien             |
| Satellite Awards 2022                                | Bester fremdsprachiger Film                                    | Nominiert | Argentinien             |
| Filmfestival von Venedig 2022                        | FIPRESCI-Preis – Bester Wettbewerbsfilm                        | Gewonnen  | Santiago Mitre          |
| Filmfestival von Venedig 2022                        | Katholischer Weltverband für Kommunikation – Lobende Erwähnung | Gewonnen  | Santiago Mitre          |
| Filmfestival von Venedig 2022                        | Goldener Löwe – Bester Film                                    | Nominiert | Santiago Mitre          |